# NHL 1930/31

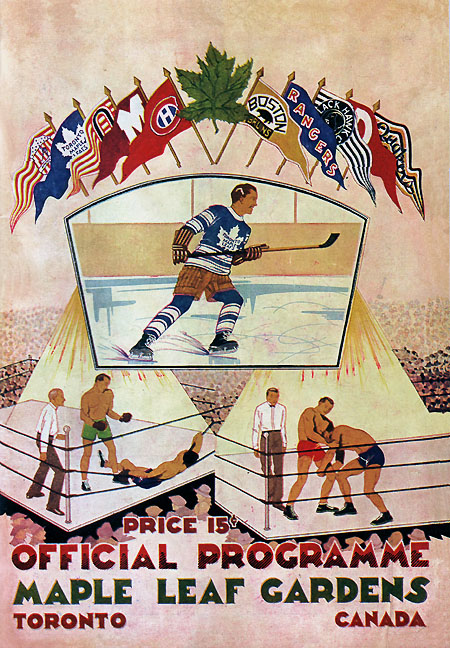
Logos aller NHL-Teams der Saison 1930/31 (oben im Bild)

Die NHL-Saison 1930/31 war die 14. Spielzeit in der National Hockey League. Zehn Teams spielten jeweils 44 Spiele. Den Stanley Cup gewannen die Montréal Canadiens nach einem 3:2-Erfolg in der Finalserie gegen die Chicago Black Hawks. Fünf Jahre zuvor hatte man in Philadelphia bereits versucht, ein NHL-Team zu bekommen. Was damals mit dem Team aus Toronto nicht gelang, war diesmal mit dem schwächsten Team der Liga aus Pittsburgh erfolgreich. Die Philadelphia Quakers machten ihrem Besitzer, dem Ex Box-Weltmeister Benny Leonard, wenig Freude. Vier Siege und vier Unentschieden waren die magere Ausbeute in ihrer einzigen Saison. Ein Pferd spielte eine wichtige Rolle für die Maple Leafs. Sein Besitzer Conn Smythe gewann mit „Rare Jewel“ 15.000 Dollar. Er lieh sich weitere 20.000 Dollar und schickte zusätzlich 2 Spieler nach Ottawa, um King Clancy nach Toronto zu holen. Dort wurde er zum Kopf des Teams. Zum ersten Mal wurde auch ein NHL-All-Star-Team gewählt.

## Reguläre Saison

### Abschlusstabellen
Abkürzungen: W = Siege, L = Niederlagen, T = Unentschieden, GF= Erzielte Tore, GA = Gegentore, Pts = Punkte
| Canadian Division   | W  | L  | T  | GF  | GA  | Pts |
| ------------------- | -- | -- | -- | --- | --- | --- |
| Montréal Canadiens  | 26 | 10 | 8  | 129 | 89  | 60  |
| Toronto Maple Leafs | 22 | 13 | 9  | 118 | 99  | 53  |
| Montreal Maroons    | 20 | 18 | 6  | 105 | 106 | 46  |
| New York Americans  | 18 | 16 | 10 | 76  | 74  | 46  |
| Ottawa Senators     | 10 | 30 | 4  | 91  | 142 | 24  |

| American Division    | W  | L  | T | GF  | GA  | Pts |
| -------------------- | -- | -- | - | --- | --- | --- |
| Boston Bruins        | 28 | 10 | 6 | 143 | 90  | 62  |
| Chicago Blackhawks   | 24 | 17 | 3 | 108 | 78  | 51  |
| New York Rangers     | 19 | 16 | 9 | 106 | 87  | 47  |
| Detroit Falcons      | 16 | 21 | 7 | 102 | 105 | 39  |
| Philadelphia Quakers | 4  | 36 | 4 | 76  | 184 | 12  |

### Beste Scorer
Abkürzungen: GP = Spiele, G = Tore, A = Assists, Pts = Punkte
| Spieler          | Team         | GP | G  | A  | Pts |
| ---------------- | ------------ | -- | -- | -- | --- |
| Howie Morenz     | Montreal     | 39 | 28 | 23 | 51  |
| Ebbie Goodfellow | Detroit      | 44 | 25 | 23 | 48  |
| Charlie Conacher | Toronto      | 37 | 31 | 12 | 43  |
| Bill Cook        | NY Rangers   | 43 | 30 | 12 | 42  |
| Ace Bailey       | Toronto      | 40 | 23 | 19 | 42  |
| Joe Primeau      | Toronto      | 38 | 9  | 32 | 41  |
| Nels Stewart     | Mtl. Maroons | 42 | 25 | 14 | 39  |
| Frank Boucher    | NY Rangers   | 44 | 12 | 27 | 39  |
| Cooney Weiland   | Boston       | 44 | 25 | 13 | 38  |
| Bun Cook         | NY Rangers   | 44 | 18 | 17 | 35  |

## Stanley-Cup-Playoffs
|  | Viertelfinale | Viertelfinale         | Viertelfinale       |                  |                     | Halbfinale | Halbfinale            | Halbfinale |  |  | Stanley-Cup-Finale | Stanley-Cup-Finale | Stanley-Cup-Finale |
|  |               |                       |                     |                  |                     |            |                       |            |  |  |                    |                    |                    |
|  |               |                       |                     |                  |                     |            |                       |            |  |  |                    |                    |                    |
|  |               |                       |                     |                  |                     |            |                       |            |  |  |                    |                    |                    |
|  | C1            | Canadiens de Montréal | 3                   |                  |                     |            |                       |            |  |  |                    |                    |                    |
|  | C1            | Canadiens de Montréal | 3                   |                  |                     |            |                       |            |  |  |                    |                    |                    |
|  |               |                       | A1                  | Boston Bruins    | 2                   |            |                       |            |  |  |                    |                    |                    |
|  |               |                       |                     | Boston Bruins    | 2                   |            |                       |            |  |  |                    |                    |                    |
|  |               |                       |                     |                  |                     |            |                       |            |  |  |                    |                    |                    |
|  |               |                       |                     |                  |                     |            |                       |            |  |  |                    |                    |                    |
|  |               |                       |                     |                  |                     | C1         | Canadiens de Montréal | 3          |  |  |                    |                    |                    |
|  |               | A2                    | Chicago Black Hawks | 2                |                     |            |                       |            |  |  |                    |                    |                    |
|  | C2            | Toronto Maple Leafs   | 03                  |                  |                     |            |                       |            |  |  |                    |                    |                    |
|  | A2            | Chicago Black Hawks   | 14                  |                  |                     |            |                       |            |  |  |                    |                    |                    |
|  | A2            | Chicago Black Hawks   | 14                  | A2               | Chicago Black Hawks | 23         |                       |            |  |  |                    |                    |                    |
|  |               |                       |                     | A2               | Chicago Black Hawks | 23         |                       |            |  |  |                    |                    |                    |
|  |               |                       | A3                  | New York Rangers | 0                   |            |                       |            |  |  |                    |                    |                    |
|  | C3            | Montreal Maroons      | A3                  | New York Rangers | 0                   | 01         |                       |            |  |  |                    |                    |                    |
|  | C3            | Montreal Maroons      |                     |                  |                     |            |                       |            |  |  |                    |                    |                    |
|  | A3            | New York Rangers      | 28                  |                  |                     |            |                       |            |  |  |                    |                    |                    |

## NHL Awards und vergebene Trophäen
| Auszeichnung          | Spieler       | Team               |
| --------------------- | ------------- | ------------------ |
| Hart Memorial Trophy: | Howie Morenz  | Montréal Canadiens |
| Lady Byng Trophy:     | Frank Boucher | New York Rangers   |
| Vezina Trophy:        | Roy Worters   | New York Americans |